# Tibeti gazella
A tibeti gazella vagy goa (Procapra picticaudata) az emlősök (Mammalia) osztályának párosujjú patások (Artiodactyla) rendjébe, ezen belül a tülkösszarvúak (Bovidae) családjába és az antilopformák (Antilopinae) alcsaládjába tartozó faj.
A veszélyeztetett kínai gazellát (Procapra przewalskii) sokáig az alfajának tartották, de genetikai vizsgálatok bebizonyították, hogy különálló faj, ami ráadásul a harmadik Procapra-fajjal, a mongol gazellával (Procapra gutturosa) áll közelebbi rokonságban.

## Előfordulása
Kizárólag a Tibeti-fennsíkon él, elsöprő többségben Kína területén, de kis mennyiségben az indiai Szikkim és Ladak vidékén is előfordul. Élőhelyéül síkságok, dombok és köves fennsíkok szolgálnak nagy, akár 5750 méteres tengerszint feletti magasságon.

## Megjelenése
A fej-testhossza 91-105 centiméter, marmagassága 54-65 centiméter és testtömege 13-16 kilogramm. A hímnek 26-32 centiméteres szarva van; a nősténynek nincs szarva.

## Életmódja
Magányosan vagy 3-20 egyedből álló csapatokban él, a magasabban fekvő nyári legelők felé vonulva viszont nagyobb csordákat alkot.

## Természetvédelmi helyzete
A hatalmas, megközelíthetetlen területen élő tibeti gazellák száma a kutatók szerint az elmúlt három generáció során körülbelül 20%-kal csökkent, jelenlegi állományát közel százezresre becsülik. Elsősorban a legeltető állattartás kiterjedése és a legelőterületek elkerítése fenyegeti, de húsukért és trófeájukért vadásszák is az emberek. Ezek a veszélyek Kínában is jellemzőek, de különösen a kicsiny indiai populációk szenvedték meg. Mindennek fényében a Természetvédelmi Világszövetség mérsékelten veszélyeztetettnek tekinti a fajt.